# Tajuria larutensis
Tajuria larutensis är en fjärilsart som beskrevs av Henry Maurice Pendlebury 1933. Tajuria larutensis ingår i släktet Tajuria och familjen juvelvingar. Inga underarter finns listade i Catalogue of Life.